# Surin, Deux-Sèvres
Surin är en kommun i departementet Deux-Sèvres i regionen Nouvelle-Aquitaine i västra Frankrike. Kommunen ligger i kantonen Champdeniers-Saint-Denis som tillhör arrondissementet Niort. År 2022 hade Surin 649 invånare.

## Befolkningsutveckling
Antalet invånare i kommunen Surin
| Referens: INSEE |